# Chiesa di Santa Maria Maggiore (San Bonifacio)
La chiesa di Santa Maria Maggiore, nota anche come duomo o come chiesa di Sant'Abbondio, è la parrocchiale di San Bonifacio, in provincia di Verona e diocesi di Vicenza; fa parte del vicariato di San Bonifacio-Montecchia di Crosara, più precisamente dell'Unità Pastorale San Bonifacio.

## Storia
Il primo documento che cita la chiesa di Santa Maria è un atto del 1222. Essa si trovava dove sorge l’attuale luogo di culto, fuori dal castello dei Sambonifacio, in località Corubio.
La chiesa, probabilmente di dimensioni simili a quella plebana di Sant’Abbondio, fu edificata a causa delle vicende del castello dei Sambonifacio, obiettivo militare che non garantiva come in passato protezione alla popolazione. Infatti, nel XIII secolo, prima i Montecchi e poi Ezzelino III da Romano assediarono più volte il castello, devastando i dintorni.
Al 1241 risale la notizia di un cimitero attorno alla chiesa e di scolari istruiti dall’arciprete in modo che potessero diventare chierici per il servizio liturgico. 

Nel XIV secolo le notizie sono scarse, ad eccezione della questione della divisione delle decime con l’Abbazia di Villanova.
Nella mappa del territorio sambonifacese del 1452 è raffigurata la chiesa di Santa Maria Maggiore, con un oculo in facciata, rivolta ad ovest, due cappelle per lato, e il campanile addossato al lato nord del presbiterio. Proprio agli inizi del Quattrocento, in quanto incapace di contenere i fedeli in seguito alla crescita del centro abitato, era stata ampliata. Per ottenere i fondi necessari il Comune, ottenuta l’autorizzazione del doge Tommaso Mocenigo nel 1417, obbligò i residenti abbienti a contribuire alla costruzione.
Successivamente il titolo plebano passò alla chiesa di Santa Maria Maggiore anche se le visite pastorali antecedenti al Concilio di Trento ricordano che l’antica pieve era Sant’Abbondio alla Motta.
La chiesa quattrocentesca, ampliata con cappelle sia nel XVI secolo sia nel XVII, risultò nel Settecento inadeguata a contenere i fedeli. Inoltre, la visita pastorale del Vescovo di Vicenza Antonio Marino Priuli del 1745 denunciò il cattivo stato dell’edificio, nonché la volontà della comunità sambonifacese di costruire una chiesa più grande, seppur mancando un'area dove costruirla accanto all’antica.
L’unica soluzione che fu trovata per evitare di non avere un luogo di culto per un lungo periodo fu quella di costruire la nuova chiesa attorno alla vecchia, in modo che avrebbe potuto continuare ad essere officiata.

Il disegno dell’edificio da costruire fu presentato alla comunità nel 1752 dall’arciprete e la Vicinia diede parere favorevole.
Il 22 marzo 1753 l’arciprete Gio. Batta Sgreva, autorizzato dal Vescovo Priuli, benedì la prima pietra della nuova chiesa.

La facciata fu la prima parte ad essere completata. Seguirono quasi dieci anni di attività ridotta, a causa della scarsità di risorse, ma probabilmente anche per l’incertezza su come procedere con la costruzione, visto che, per l’avanzamento dei lavori, bisognava demolire parti importanti della vecchia chiesa come la cappella settentrionale della crociera, la sacrestia e il campanile.
Solo dopo la morte di don Carlo Cegani, nel 1778, e il conseguente arrivo del nuovo arciprete, don Bernardino Piperata, la costruzione riprese con slancio. Nel 1780, per costruire la cappella di sinistra, si decise di abbattere la parete sinistra della vecchia chiesa e, nel 1784, il campanile cinquecentesco tinto di rosso.
Nel 1803 fu completata la nuova sacrestia a nord del presbiterio e nel 1825 l’attuale edificio si può dire completato nelle strutture murarie. Rimanevano da completare gli altari (erano stati riutilizzati quelli della chiesa vecchia) e ci si vide costretti ad ulteriori ampliamenti e aggiunte.
Sicuramente nel 1822 la vecchia chiesa esisteva ancora, come testimonia la visita pastorale del Vescovo di Vicenza Giuseppe Maria Peruzzi, seppur fosse stata gradualmente rimossa la copertura e il nuovo luogo di culto era in avanzata fase di costruzione.
Nel 1883, dopo 130 anni dall’inizio dei lavori (inizialmente ne erano stati preventivati una ventina), la chiesa fu consacrata alla presenza del Patriarca di Venezia e Cardinale Domenico Agostini.
Tra il 1887 e il 1895 sorse la nuova sacrestia sul lato sud del presbiterio, trasformando quella sul lato nord in un Oratorio.
Il 21 gennaio 1995 la chiesa ottenne il titolo di duomo, mentre l’ultimo restauro risale tra il 2002 e il 2003.

## Descrizione

### Esterno
La facciata della chiesa è divisa in due ordini, come capita nelle chiese di impostazione tardo rinascimentale e barocca. Nel primo ordine sei lesene ioniche, poggianti su basamenti, reggono l’architrave, ma solo quattro sostengono il timpano, ai cui lati e sul cui culmine trovano posto tre statue acroteriali raffiguranti a sinistra San Pietro, a destra San Giovanni Battista e al centro la Beata Vergine Maria. La parte superiore della facciata, al cui centro è presente una finestra rettangolare culminata da un timpano, risulta accordata a quella inferiore sui lati tramite delle forme curvilinee.

Nel livello inferiore vi è, al centro, la grande porta d’ingresso rettangolare, sormontata da un timpano sostenuto da mensole, mentre ai lati tra due lesene, vi sono due nicchie con le statue di Sant’Abbondio e San Bonifacio, risalenti al XVIII secolo. Sono opera di uno scultore anonimo e collocate intorno al 1769, anno di completamento della facciata, come riportato nella lapide commemorativa posta sopra il timpano del portale.
La facciata è ispirata alla tradizione delle chiese della Controriforma e un’opera molto simile è il prospetto della chiesa veronese di San Paolo in Campo Marzio, opera di Alessandro Pompei, antecedente di qualche anno, seppur con degli errori (disegno delle lesene, capitelli dalle forme poco “classiche”) dovute alla modesta preparazione dell’autore.
Per queste mancanze e per il gusto cambiato nel frattempo fu nominato nel 1779 il veronese Pietro Maderna come progettista della chiesa e del campanile, ma, per non cadere negli errori compiuti in precedenza, la committenza interpellò due tra i più importanti architetti veronesi del tempo: il conte Ignazio Pellegrini e Adriano Cristofali. Sarà il primo ad apportare le modifiche per aggiornare e adattare il progetto del Maderna.

### Interno
La chiesa presenta una pianta a croce latina con tre cappelle per lato: due a pianta rettangolare e una absidata nel transetto.
Evidente è la differenza di stile tra la facciata e l’interno, che richiama l’architettura di Andrea Palladio, in particolare la veneziana Basilica del Redentore molto ampio e luminoso, ad aula unica.
Su tutto il perimetro della chiesa si presentano colonne slanciate e semicolonne composite alternate a lesene, che sostengono una trabeazione elaborata.
Il pavimento è a scacchiera nella navata e nelle cappelle, con rombi in marmo rosso e bianco su progetto dell’ingegnere Antonio Zanella. 
Nella parte alta della navata sono presenti delle finestre rettangolari, due per lato, nelle cappelle a base rettangolare delle finestre a lunetta e nelle grandi cappelle del transetto le finestre termali a introdurre la luce naturale nel tempio cattolico.

#### Le cappelle laterali sul lato sinistro
Nel 1834 l’ingegnere Ernesto Vanzetti progettò l’ampliamento e l’innalzamento delle quattro cappelle a base rettangolare. Per esse l’architetto Antonio Diedo progettò i quattro altari, tutti uguali, con due colonne corinzie che vanno a reggere un timpano.
Nelle due grandi cappelle del transetto in origine erano stati collocati gli altari più grandi della vecchia chiesa, quello del Salvatore (1687) e della Madonna del Santo Rosario, ma nel 1841 furono venduti alla parrocchia di Brognoligo. Nel 1843 fu sempre l’architetto Diedo a progettare i due nuovi altari, simili a quelli delle cappelle, ma più grandi.
Entrando dall’ingresso in facciata, sul lato sinistro abbiamo il primo altare con la Pala di Sant'Antonio Abate e San Pietro Martire di pittore ignoto, probabilmente della seconda metà del Seicento. 
Il secondo altare presenta la Pala del Sacro Cuore di Gesù, eseguita intorno al 1925 dal pittore veronese di origine trentina Carlo Donati. Interessante come sia raffigurata nella parte inferiore dell’opera sia rappresentato l’insediamento di un nuovo arciprete dalla chiesa di Sant’Abbondio alla Motta a Santa Maria Maggiore.
Nell’altare del transetto sinistro è collocato un altorilievo ligneo del 1982, La Chiamata, opera di 
Nello Sofia, e una statua in pietra di Vicenza di scultore ignoto raffigurante Sant’Abbondio, risalente alla metà del Quattrocento, un tempo nella chiesa dedicata al santo comasco e che prima del restauro del 1997 era coperta da due strati di colore marrone che ne alteravano l’aspetto.
In prossimità dell’altare del transetto sinistro è stata collocata la Pala di Sant’Abbondio, attribuita al pittore veronese Marcantonio Bassetti e restaurata nel 1982, mentre tra questa cappella e il presbiterio vi è una statua lignea di San Cristoforo.

#### Le cappelle laterali sul lato destro
Nel primo altare sul lato destro è custodita la Pala di San Rocco, opera attribuita a Bonifacio Veronese, forse la più importante opera d’arte della chiesa. Viene citata per la prima volta nelle fonti nel 1535, quando viene affidata la doratura della cornice a Francesco Badile. Il dipinto fu commissionato dalla Confraternita di San Rocco dopo la peste del 1527 e fu restaurato nel 1988.
Nel secondo altare è collocata la Pala della Madonna della Salute, opera del 1837 del pittore Domenico Vicari. 
Nella cappella del transetto destro l’altare custodisce la Pala dell’Assunta, opera di Aurelio Fabi, commissionata nel 1674 per essere collocata sull’altare maggiore della vecchia chiesa. Fu restaurata nel 2000.
Sempre nella cappella del transetto, sull’altare, è posta una statua lignea della Madonna del Rosario, di autore ignoto, eseguita all’inizio del Novecento.
Tra la cappella del transetto e il presbiterio vi è un’edicola in legno che contiene una piccola scultura, la ‘’Pietà’’, di autore ignoto e della prima metà del Quattrocento. Nell’ambito delle Pietà di scuola tedesca, una simile, datata 1430, è conservata nell’abbazia di Villanova.

#### Il presbiterio e l’abside
Nel 1793 furono erette le due isolate colonne che reggono l’arco trionfale a serliana e la copertura del presbiterio, ma per completare quest’ultima fu richiesta la consulenza dell’architetto veronese Luigi Trezza.
Il presbiterio, delimitato dalle già citate due colonne e rialzato di alcuni gradini rispetto alla navata, ha base quadrata, su cui si affacciano quattro archi identici, tra cui quello dell’abside, soluzione che si trova in altre chiese del territorio come quelle di Monteforte (1804), Caldiero (1831) e Montecchia di Crosara (1840).
Il pavimento è in marmo bianco, rosso e nero, posati con motivi geometrici tridimensionali, mentre sulla volta a crociera sovrastante sono dipinti i Quattro Evangelisti e al centro lo Spirito Santo, opera del pittore Silvio Alberto Albertini (1944).
Due finestre termali e altre due monofore introducono la luce naturale nel presbiterio.
Sulla balaustra sono collocati i due leggii, di cui quello a sinistra funge da ambone, mentre al centro vi è l’altare ligneo posto dopo l’adeguamento liturgico provvisorio postconciliare. Sul paliotto presenta Gesù fra i dottori nel Tempio.
L’altare maggiore preconciliare, posto oggi dietro la sede del celebrante, fu progettato dall’architetto Diedo nel 1847, anno della sua morte. A portare a compimento l’opera fu l’ingegnere soavese Antonio Zanella, che terminò i lavori nel 1852, come inciso sul retro dell’altare. Le due statue degli angeli oranti e quella del Cristo Salvatore (in origine all’apice del frontone dell’edicola) furono realizzate nel 1848 dallo scultore veronese Innocenzo Fraccaroli.
Nell’abside a base semicircolare è posta un’altra Pala di Sant’Abbondio, opera del pittore soavese Adolfo Mattielli (XX secolo), con la parte inferiore raffigurante la chiesa di Santa Maria Maggiore, quella di Sant’Abbondio alla Motta e una fantasiosa ricostruzione del castello di San Bonifacio. Inoltre, riporta i nomi di Antonio e Maria Scudellari, forse i committenti dell’opera.
Sopra la tela del Mattielli vi è un tondo in pietra di Vicenza al cui interno è scolpita una Madonna col Bambino, attribuito ad Antonio da Mestre, databile alla prima metà del XV secolo.
Nel catino absidale trova posto la prima opera d’arte che arricchì la chiesa ancora in costruzione, la Cacciata degli angeli, affrescata tra il 1802 e il 1803 dal pittore veronese Pio Piatti, allievo di Giambettino e Felice Cignaroli.

#### L'organo
L'organo presente all'interno della chiesa, con due corpi contrapposti nell'abside, è il Mascioni opus 799, costruito nel 1960. Questo strumento dispone di 31 registri, tra cui una percussione (campane) al pedale.  
L'organo, da fonti, ha subito un restauro con l'aggiunto degli annullatori.

## Campanile
La chiesa quattrocentesca disponeva di un campanile che, dalla mappa del territorio sambonifacese del 1452 risulta a pianta quadrata, addossato al presbiterio, con cella campanaria aperta da bifore e copertura conica, con pinnacoli agli angoli, su cui svetta la croce. Si sa che tale torre era stata dipinta di rosso nel XVI secolo e fu abbattuta nel 1780 per costruire la cappella di sinistra del transetto.
Un campanile provvisorio in legno, con basamento murario, alto circa 9-10 metri (dalla documentazione si apprende che arrivava al primo cornicione della facciata) fu costruito nel 1784, capace di ospitare le campane e l’orologio. Svolse la sua funzione fino al 1826.
Per la costruzione della nuova torre campanaria, che oggi svetta a nord rispetto alla chiesa, di qualche metro arretrata rispetto alla facciata, si decise di non utilizzare il progetto del Maderna, in quanto ritenuto superato, e fu richiesto l’intervento dell’architetto Carlo Barrera. 

I lavori iniziarono nel 1812, come riportato anche sulla porta d’accesso, e si conclusero nel 1826.
Il campanile, alto 64 metri, una base in pietra a pianta quadrata, il fusto in mattoni incorniciato, come l’orologio, da fasce di pietra. 

La cella campanaria presenta una monofora per lato a tutto sesto, chiusa da balaustra, e la trabeazione è sostenuta da due coppie per lato di paraste ioniche. Su un basamento a pianta ottagonale si eleva la cuspide conica, a suo tempo rivestita in rame, rifatta in cemento nel 1951, alla cui sommità vi è la croce con banderuola segnavento

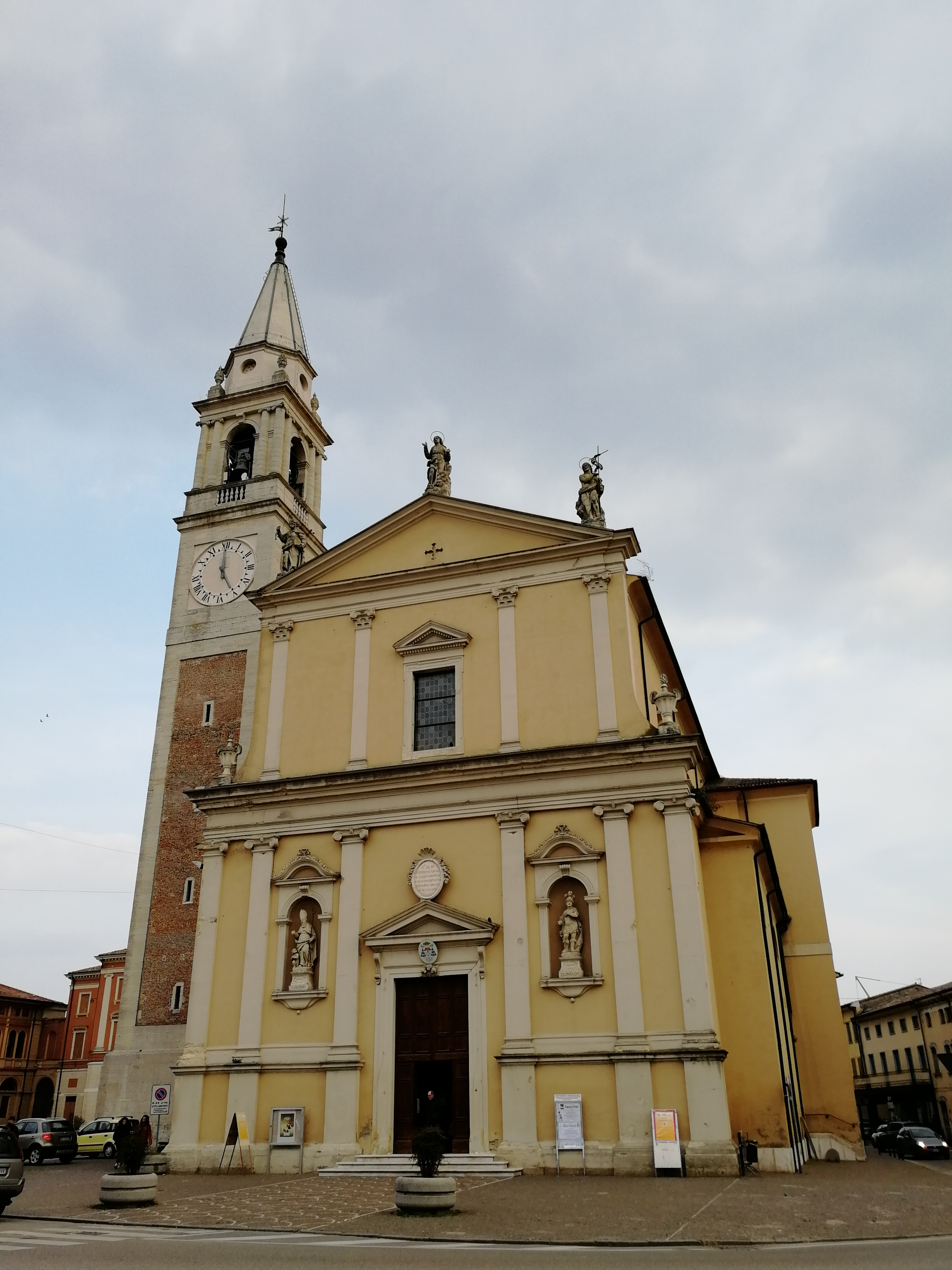
Il campanile svetta a fianco del Duomo.

### L’ara romana
Sul basamento della torre è inserita un’ara romana, probabilmente recuperata durante la demolizione della chiesa quattrocentesca. Dedicata a Mercurio, nella parte superiore presenta un kantharos, una coppetta a destra e a sinistra una daga, mentre un festone superiore separa dalla parte inferiore. L’ara fu voluta da Iuvenzia, madre di Vittorio Festo e Vittorio Severo come scioglimento di un voto. Questi due fratelli sono citati anche in un’epigrafe scoperta a Soave, dalla quale si apprende che erano seviri augustali.

### Le campane
Il concerto campanario oggi collocato nella torre risulta composto da 8 campane in DO3 montate alla veronese ed elettrificate.

Questi i dati del concerto:
1 – DO3 - diametro 1390 mm - peso 1550 kg - Fusa nel 1927 da Colbachini  di Angarano (Bassano del Grappa, VI)
2 – RE3 - diametro 1231 mm - peso 1080 kg – Fusa nel 1927 da Colbachini di Angarano (Bassano del Grappa, VI)
3 – MI3 – diametro 1083 mm - peso 730 kg - Fusa nel 1927 da Colbachini di Angarano (Bassano del Grappa, VI)
4 – FA3 – diametro 1011 mm - peso 600 kg - Fusa nel 1935 da Colbachini di Angarano (Bassano del Grappa, VI)
5 – SOL3 – diametro 904 mm - peso 430 kg - Fusa nel 1927 da Colbachini di Angarano (Bassano del Grappa, VI)
6 – LA3 – diametro 812 mm - peso 310 kg - Fusa nel 1927 da Colbachini di Angarano (Bassano del Grappa, VI)
7 – SI3 – diametro 767 mm - peso 260 kg - Fusa nel 1964 da Colbachini di Angarano (Bassano del Grappa, VI)
8 – DO4 – diametro 717 mm - peso 210 kg - Fusa nel 1964 da Colbachini di Angarano (Bassano del Grappa, VI).
Nel 1829 le campane erano cinque in MI3, fuse da Cavadini di Verona, che le rifuse successivamente in RE3